# Atletismo nos Jogos Olímpicos de Verão de 1900 - 5000 m por equipes masculino
A competição dos 5000m por equipes masculino foi disputada pela primeira (e única) vez nos Jogos Olímpicos de Verão de 1900. Aconteceu no dia 22 de julho. Duas equipes, cada uma com cinco atletas, competiram.

## Medalhistas
|  | ZZX Equipa mista                                                        |  | FRA França                                                                       |  |         |
|  | Charles Bennett John Rimmer Sidney Robinson Alfred Tysoe Stanley Rowley |  | Henri Deloge Gaston Ragueneau Jacques Chastanié André Castanet Michel Champoudry |  | Nenhuma |

## Resultados
Individual
| Pos. | Atleta                | Tempo        | Pontos |
| ---- | --------------------- | ------------ | ------ |
| 1    | ZZX Charles Bennett   | 15:29.2      | 1      |
| 2    | ZZX John Rimmer       | Desconhecido | 2      |
| 3    | FRA Henri Deloge      | Desconhecido | 3      |
| 4    | FRA Gaston Ragueneau  | Desconhecido | 4      |
| 5    | FRA Jacques Chastanié | Desconhecido | 5      |
| 6    | ZZX Sidney Robinson   | Desconhecido | 6      |
| 7    | ZZX Alfred Tysoe      | Desconhecido | 7      |
| 8    | FRA André Castanet    | Desconhecido | 8      |
| 9    | FRA Michel Champoudry | Desconhecido | 9      |
| 10   | ZZX Stanley Rowley    | RET          | 10     |

- RET: Se retirou antes do fim da prova.

Equipes
| Pos. | País               | Pts. |
| ---- | ------------------ | ---- |
|      | Equipa mista (ZZX) | 26   |
|      | França (FRA)       | 29   |